# Jan Ciechanowski (dyplomata)
Jan Maria Włodzimierz Ciechanowski (ur. 15 maja 1887 w Grodźcu, zm. 16 kwietnia 1973 w Waszyngtonie) – polski ekonomista i dyplomata.

## Życiorys
W latach 1911–1917 kierował administracją należących do ojca Stanisława kopalń i fabryk w Grodźcu.
W latach 1919–1925 radca ambasady w Londynie, od 1926 minister pełnomocny i poseł nadzwyczajny w Stanach Zjednoczonych. W 1928 zawarł z ówczesnym sekretarzem stanu Frankiem Kellogiem traktaty o koncyliacji i arbitrażu. Podczas II wojny światowej sekretarz generalny Ministerstwa Spraw Zagranicznych w rządach Władysława Sikorskiego, w latach 1941–1945 ambasador RP w Stanach Zjednoczonych. W imieniu Polski podpisał Deklarację Narodów Zjednoczonych. Przewodniczący delegacji polskiej na konferencji o międzynarodowym lotnictwie cywilnym (Chicago, 1 listopada – 7 grudnia 1944), która zaowocowała podpisaniem konwencji chicagowskiej.
Po wojnie pozostał na emigracji w Stanach Zjednoczonych. Był członkiem Ligi Niepodległości Polski. Zmarł w Waszyngtonie 16 kwietnia 1973 w wieku 85 lat.

## Dzieła
- Defeat in Victory, Garden City, N.Y.: Doubleday & Co., 1947

## Ordery i odznaczenia
- Krzyż Komandorski Orderu Odrodzenia Polski – 2 maja 1923 „w uznaniu zasług, położonych dla Rzeczypospolitej Polskiej na polu dyplomatycznem”[6][7]